# Speed of Sound (Achterbahn)
Speed of Sound in Walibi Holland (Biddinghuizen, Flevoland, Niederlande) ist eine Boomerang-Achterbahn des Typs Shuttle Coaster des Herstellers Vekoma. Der Boomerang eröffnete 2000 unter dem Namen La Via Volta. Obwohl diese Attraktion direkt am Eingang war, war der Boomerang nicht gerade ein Besuchermagnet. So wurde er 2007 geschlossen. Erst 4 Jahre später eröffnete Boomerang erneut. Neben einem neuen Anstrich erhielt die Bahn einen Tunnel sowie einen eigens auf die Bahn zugeschnittenen Soundtrack.
Auf einer maximalen Höhe von 35,5 m wird eine Höchstgeschwindigkeit von 75,6 km/h erreicht. Die Fahrt hat keine geschlossene Streckenführung. Der Zug wird rückwärts aus der Station auf einen Lifthill gezogen, von wo er die 285 m lange Strecke durchfährt. Am Ende der Strecke angekommen werden die Fahrgäste per Kettenlifthill vorwärts nach oben gezogen und passieren die Strecke anschließend rückwärts, bis der Zug in der Station wieder zum Stehen kommt.

## Zug
Der Zug der Achterbahn ist in sieben Wagen aufgeteilt. In jedem Wagen befinden sich zwei Sitzreihen, in welchen jeweils zwei Fahrgäste Platz nehmen können. Zur Neueröffnung 2011 erhielt die Bahn einen neuen Zug. Der ursprüngliche Zug wird auf Wipeout in Pleasurewood Hills eingesetzt.

## Trivia
Die Musik der Bahn wurde vom niederländischen DJ Randy van Velde komponiert. Sie passt sich der Bahngeschwindigkeit an.
Sie ist die erste ihrer Art, die das Thema Musik hat. 2014 folgte mit EqWalizer im Walibi Rhône-Alpes Park eine weitere mit dem Lied „Hello World“ von W.A.B.(Walibi Adventure Band). Genau wie bei Speed of Sound passt sich hier auch das Lied der Geschwindigkeit an.